# Swiss Cottage
Swiss Cottage – podziemna stacja metra w Londynie, położona w dzielnicy Camden. Została otwarta w 1939 jako część Bakerloo Line. W 1979 została włączona do tworzonej wówczas Jubilee Line. Korzysta z niej ok. 7,2 mln pasażerów rocznie. Należy do drugiej strefy biletowej.

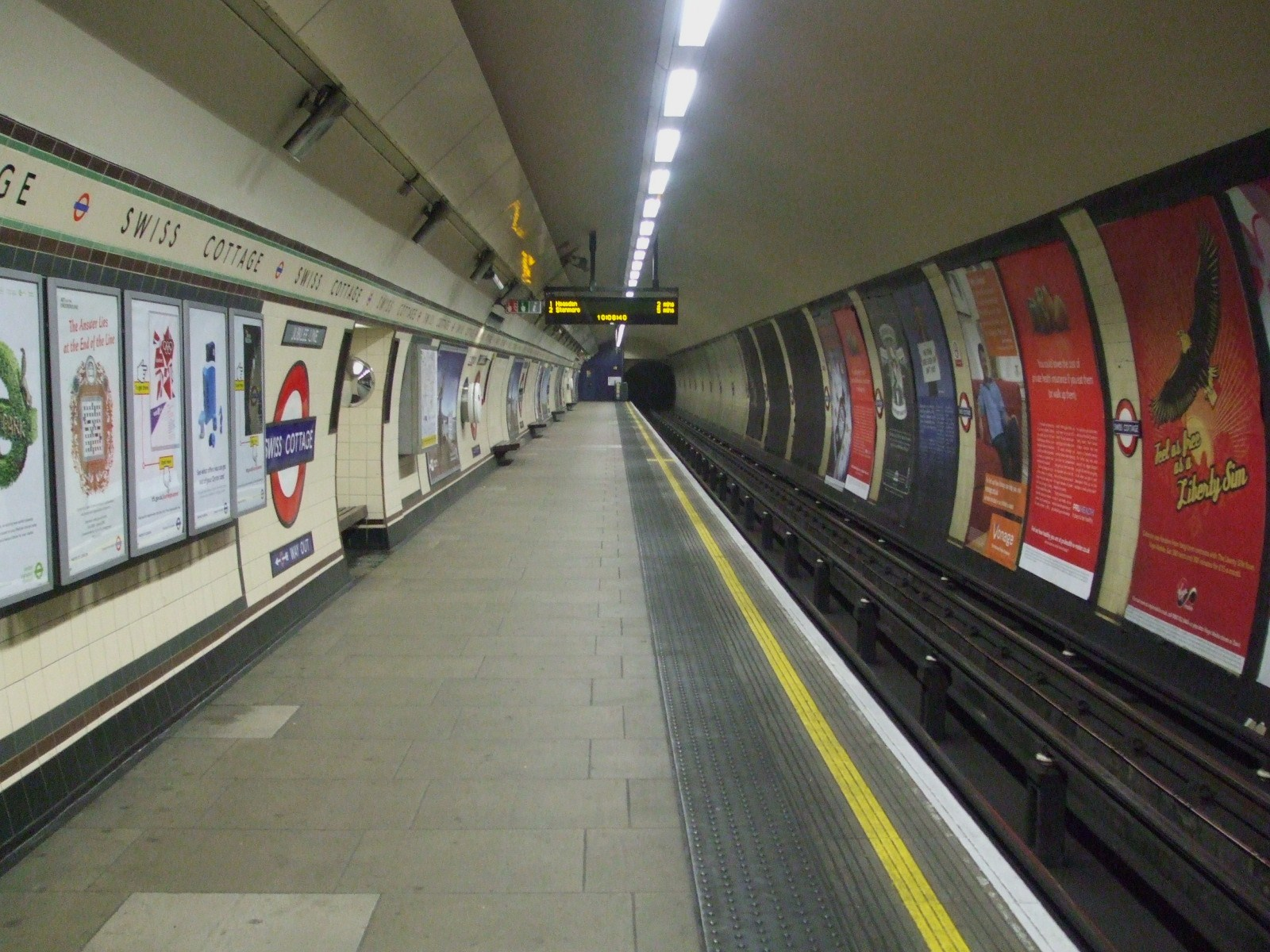
Jeden z peronów